# Gare de Sunagawa
La gare de Sunagawa (砂川駅, Sunagawa-eki) est une gare ferroviaire de la ville de Sunagawa, à Hokkaidō au Japon. La gare est exploitée par la compagnie JR Hokkaido.

## Situation ferroviaire
La gare de Sunagawa est située au point kilométrique (PK) 362,2 de la ligne principale Hakodate.

## Historique
La gare de Sunagawa a été inaugurée le 5 juillet 1891.

## Service des voyageurs

### Accueil
La gare dispose d'un bâtiment voyageurs, avec guichets, ouvert tous les jours.

### Desserte
- Ligne principale Hakodate :
  - voie 2 : direction Sapporo et Otaru
  - voie 3 : direction Takikawa et Asahikawa